# Ujazd
Ujazd este un oraș în Polonia. 70% din infrastructura orașului a fost distrusă în cel de-al Doilea Război Mondial.